# شیخ جراح (قدس)

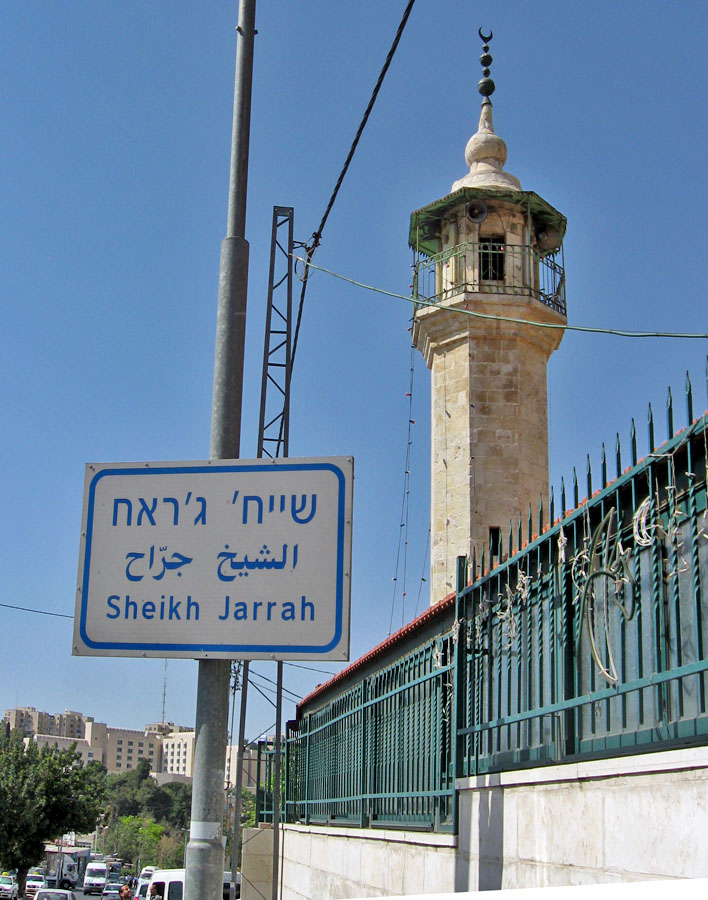

شیخ جراح محله‌ای در شرق بیت‌المقدس از توابع استان قدس است که در کشور فلسطین اشغالی قرار دارد. این محله در سال ۱۹۵۶ به موجب توافقنامه‌ای میان اونروا و پادشاهی اردن ایجاد شد. 

## وجه تسمیه
شیخ جراح نام پزشک صلاح‌الدین ایوبی بود که با نام اصلی امیر حسام‌الدین بن شرف‌الدین عیسی جراحی به او خدمت می‌کرد. صلاح‌الدین ایوبی فرمانده مسلمانان در جنگ‌های صلیبی بود که به دلیل رشادت‌های فراوانش در فتح بیت‌المقدس و آزادسازی شهر از اشغال متجاوزان، به نمادی برای مقاومت و رشادت میان فلسطینیان تبدیل شده‌است.

## جمعیت و مساحت
مساحت این منطقه ۸۰۸ هزار کیلومتر مربع برآورد شده و جمعیت آن در حدود ۲۸۰۰ نفر می‌باشد.

## درگیری‌های سال ۲۰۲۱ شیخ جراح

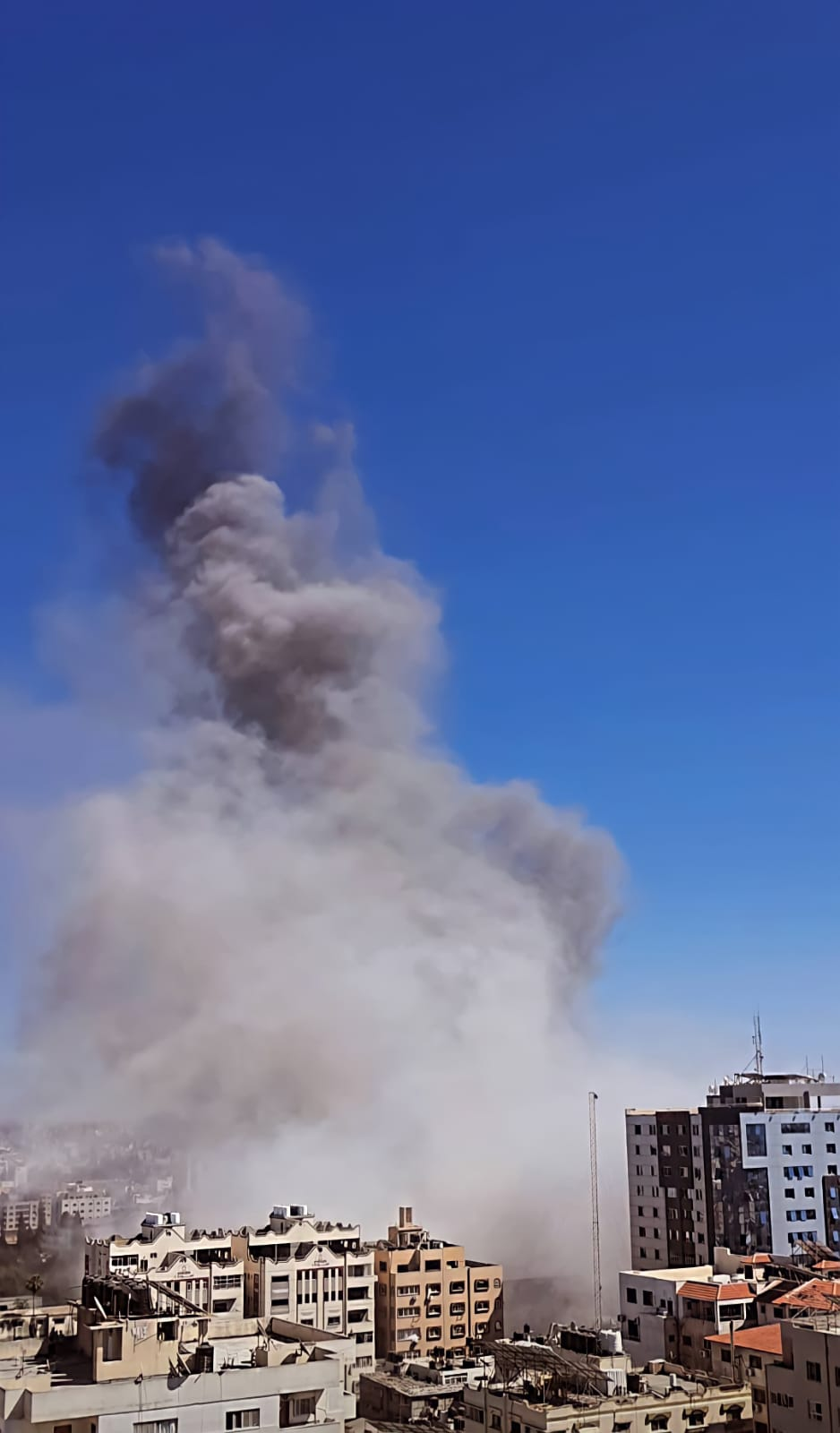
تخریب برج الجلال، دفتر مرکزی خبرگزاری آسوشیتدپرس و الجزیره در فلسطین، توسط ارتش اسرائیل، ۱۵ مه ۲۰۲۱

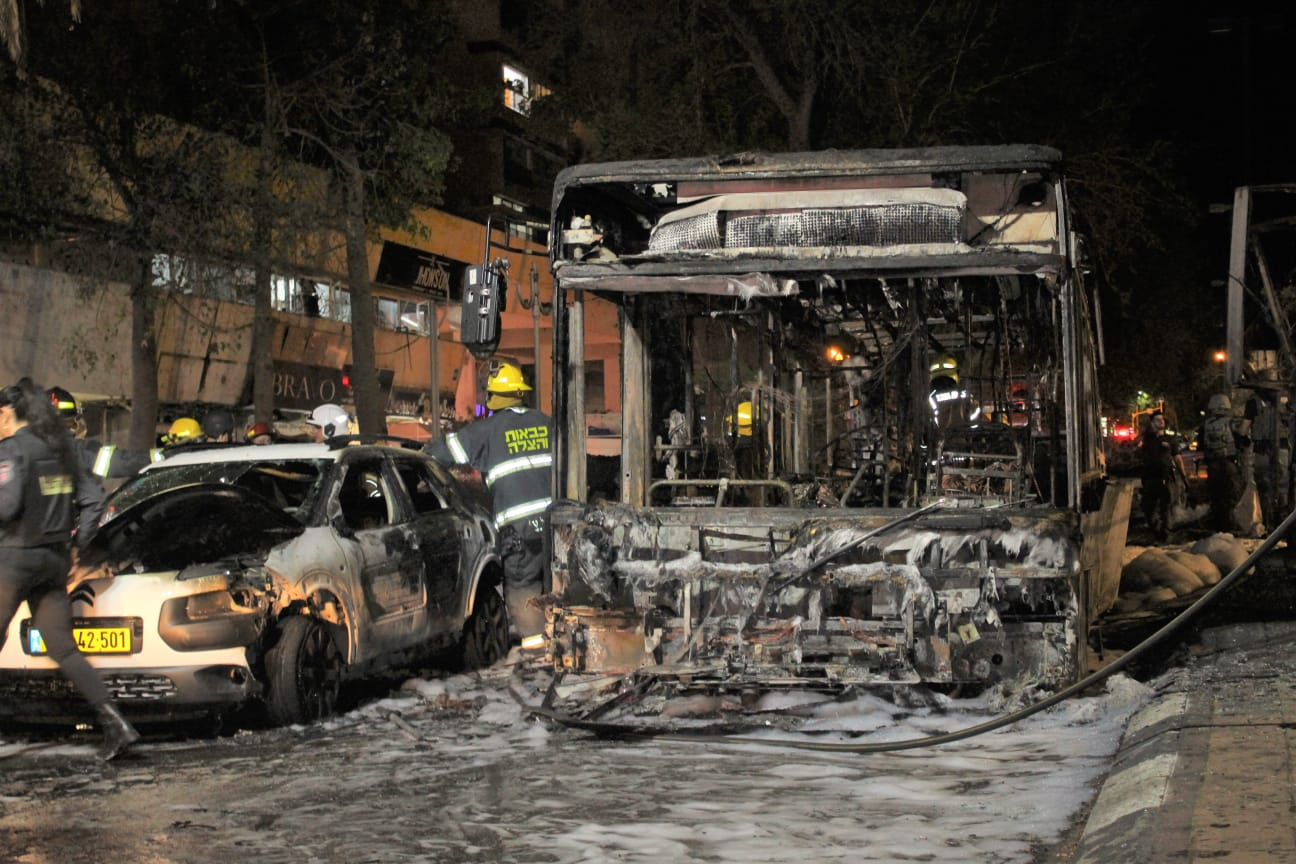
بقایای اتوبوس و ماشین در هولون، اسرائیل، پس از حمله راکتی حماس، ۱۱ مه ۲۰۲۱

در آوریل سال ۲۰۲۱ دادگاه اسرائیل احکامی را ضد ساکنین بومی محله شیخ جراح صادر کرد که بر اساس آن چند خانواده ساکن در محله موظف بودند تا موعد مقرر (۷ مه) خانه‌های خود را ترک کرده به شهرک‌نشین‌های یهودی اطراف تحویل دهند. از چند سال قبل با حمایت دولت اسرائیل حدود ۲۰۰ واحد اسکانی در قالب شهرک‌های یهودی در این محله تأسیس شده بود که به مرور موجب درگیری و اختلاف ساکنین محلی و شهرک‌نشین‌ها شده‌است. دولت اسرائیل با این حکم قصد داشت میان شهرک‌نشین‌های پراکنده ایجادشده در اطراف محله شیخ جراح، پیوند و ارتباط برقرار کند. در نتیجه حکم دادگاه اسرائیلی و رد آن توسط فلسطینیان، یهودیان ساکن شهرک‌های اطراف به محله هجوم برده و خانه‌های اهالی را اشغال کردند. در جریان این یورش‌ها درگیری‌هایی میان ساکنین بومی و شهرک‌نشین‌های یهودی به وقوع پیوست که با دخالت نظامیان اسرائیل و زخمی و دستگیر شدن تعداد زیادی از فلسطینیان همراه بود.